# Saku Koivu
Saku Antero Koivu (Turku, 23 novembre 1974) è un ex hockeista su ghiaccio finlandese.

## Palmarès

### Club
- Coppa dei campioni: 1

TPS: 1993-1994
- Campionato finlandese: 2

TPS: 1992-1993, 1994-1995

### Nazionale

#### Olimpiadi invernali
- Argento a Torino 2006
- Bronzo a Lillehammer 1994
- Bronzo a Nagano 1998
- Bronzo a Vancouver 2010

#### Campionati mondiali
- Oro a Svezia 1995
- Argento a Italia 1994
- Argento a Norvegia 1999
- Bronzo a Canada 2008

#### World Cup of Hockey
- Argento 2004

### Individuali
- Golden helmet: 1

1994-1995
- Premio Veli-Pekka Ketola: 1

1994-1995
- Premio Jari Kurri: 1

1994-1995
- Premio Lasse Oksanen: 1

1994-1995
- Giocatore finlandese dell'anno: 2

1993-1994, 1994-1995
- Bill Masterton Trophy: 1

2001-2002
- King Clancy Trophy: 1

2006-2007
- NHL All-Star game: 1

1997-1998